# The Sea Nymphs
The Sea Nymphs es una película muda de la Keystone dirigida y protagonizada por Fatty Arbuckle junto con Mabel Normand, Minta Durfee y Alice Davenport, entre otros. Se estrenó el 23 de noviembre de 1914. Se considera una película perdida.

## Argumento
Fatty, su esposa y su suegra viajan en el ferry que lleva a la isla de Santa Catalina donde están Mabel y su padre. Mabel y Fatty coquetean, y éste, al creer que se trata de un pretendiente, tira al padre de Mabel por la borda. El barco llega a puerto y las dos familias siguen caminos separados. Ambrose también intenta flirtear con Mabel. Todos van a alquilar trajes de baño y Fatty cierra a Ambrose en un vestuario con su suegra. Fatty y Mabel marchan hacia las olas, se bañan y alimentan las focas. Mientras tanto, la suegra es rescatada del vestuario y entonces el padre de Mabel junto con Ambrose atacan a Fatty. Éste los consigue despistar y con Mabel se disponen a hacer una exhibición de salto de trampolín que es aclamada por todos los espectadores excepto para las familias respectivas que ya se lo harán pagar después.

## Reparto
- Roscoe Arbuckle - Fatty
- Mabel Normand - Mabel
- Minta Durfee - esposa de Fatty
- Mack Swain - Ambrose
- Alice Davenport - suegra de Fatty
- Charles Avery - padre de Mabel
- James Bryan - hombre que come helado/policía)
- Harry McCoy - policía/imitador de Ford Sterling
- Bill Hauber